# Braúna Veículos Especiais
Braúna Veículos Especiais war ein brasilianischer Hersteller von Automobilen.

## Unternehmensgeschichte
Das Unternehmen aus São Paulo begann 1994 mit der Produktion von Automobilen. Der Markenname lautete Braúna. Im darauf folgenden Jahr endete die Produktion.

## Fahrzeuge
Im Angebot standen Nachbildungen klassischer Automobile. Genannt sind Porsche 356 und Porsche 550. Ein Fahrgestell von Volkswagen do Brasil bildete die Basis. Darauf wurde eine offene Karosserie aus Fiberglas montiert.